# One Love (cântec de David Guetta)
"One Love" este cel de-al treilea single official al DJ-ului David Guetta de pe albumul One Love. Conține vocea câștigătoarei engleze a premiilor Grammy, Estelle.

## Videoclipul
Videoclipul a fost regizat de Julien Christian Lutz și lansat pe 12 noiembrie, 2009 pe channel-ul official de YouTube al lui David Guetta. Videoclipul îi arată pe David Guetta și Estelle mergând prin oraș într-o mașină Chevrolet Camaro, Guetta ascultând cântecul pe telefonul său Nokia. În timp ce merg cu mașina, ei găsesc oameni triști, pe care îi fac fericiți, făcându-i să danseze și să-și transmită iubirea printr-o formă a inimii făcută de mâini.

## Clasament
| Clasament (2009)               | Poziția maximă |
| ------------------------------ | -------------- |
| Australian Singles Chart       | 36             |
| Austrian Singles Chart         | 20             |
| Dutch Top 40                   | 22             |
| French Digital Singles Chart   | 46             |
| German Singles Chart           | 18             |
| Hungarian Singles Chart        | 10             |
| Russian Airplay Chart          | 4              |
| Slovakian Airplay Chart        | 2              |
| Swiss Singles Chart            | 48             |
| UK Singles Chart               | 46             |
| UK Dance Chart                 | 4              |
| Billboard Hot Dance Club Songs | 1              |